# Bayoneta M6

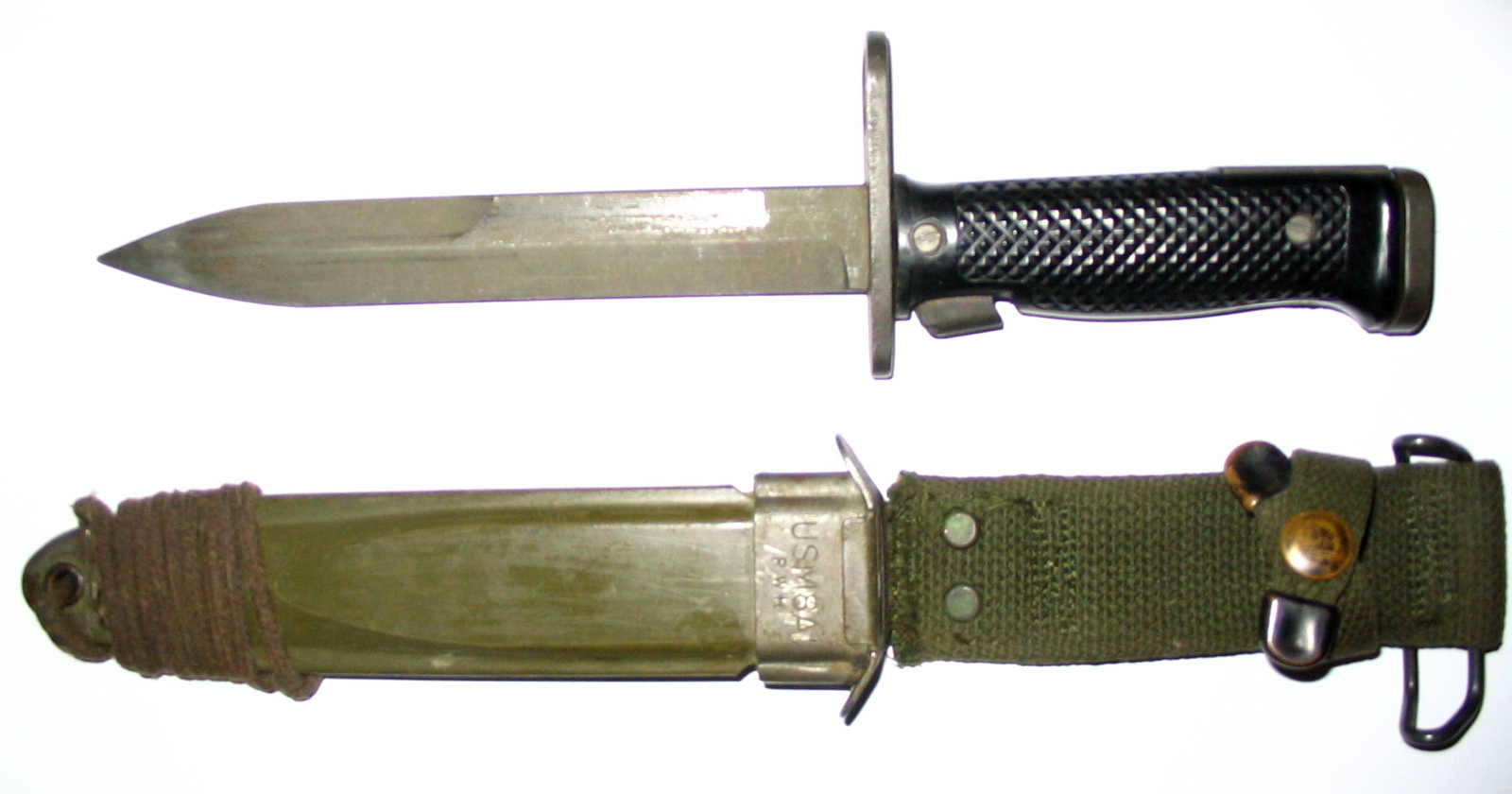
La M6 con funda M8A1.

La M6 es una bayoneta  utilizada por el Ejército de Estados Unidos para el fusil M14. Entró en servicio en 1957, al mismo tiempo que el fusil. Es la única bayoneta hecha para el M14.
Como su predecesora, la bayoneta M5 para el fusil M1 Garand, la M6 fue destinada para servir en funciones adicionales como cuchillo de combate y cuchillo de utilidad. El diseño básico de la hoja era como el de las M4, M5 y posteriores bayonetas M7, basada en el cuchillo de trinchera M3 de la Segunda Guerra Mundial.